# Australiseiulus australicus
Australiseiulus australicus är en spindeldjursart som först beskrevs av Womersley 1954.  Australiseiulus australicus ingår i släktet Australiseiulus och familjen Phytoseiidae. Inga underarter finns listade.